# جورجينا (أونتاريو)
جورجينا، أونتاريو (بالإنجليزية: Georgina)‏ هي مدينة كندية تقع في مقاطعة أونتاريو. تبلغ مساحة هذه المدينة 287.7157 (كم²)، ويبلغ عدد سكانها 42346 نسمة حسب إحصاء سنة 2006 م، بينما كان يسكنها 39263 نسمة في سنة 2001 م. تحتل هذه المدينة المرتبة رقم 106 بين مدن كندا حسب عدد السكان والمرتبة رقم 47 في المقاطعة. نما عدد السكان في هذه المدينة بنسبة (7.9) بين العامين المذكورين.

## وصلات خارجية
- الأطلس الحكومي لكندا
- إحصاءات كندا مع ساعة تعداد السكان